# Callohispa
Callohispa là một chi bọ cánh cứng trong họ Chrysomelidae.
Chi này được Uhmann miêu tả khoa học năm 1960.

## Các loài
Chi này gồm các loài:
- Callohispa mirifica Uhmann, 1960